# Longipalpus spinipennis
Longipalpus spinipennis là một loài bọ cánh cứng trong họ Cerambycidae.